# Norbert Richard Wolf
Norbert Richard Wolf (* 19. Februar 1943 in Salzburg) ist ein österreichischer germanistischer Mediävist, Linguist und Dialektologe. Er ist emeritierter Lehrstuhlinhaber für deutsche Sprachwissenschaft an der Julius-Maximilians-Universität Würzburg.

## Leben
Norbert R. Wolf besuchte die Volksschule und das Humanistische Gymnasium in Salzburg, ehe er an der Universität Innsbruck ein Studium der Germanistik, Anglistik, Philosophie und Psychologie absolvierte. Im Jahr 1966 wurde er zum Dr. Phil. promoviert und Assistent am Institut für deutsche Philologie der dortigen Universität. Von 1970 bis 1971 war er Visiting Associate Professor am Department of Germanic and Slavic Languages der Texas Tech University, Lubbock in Texas. Seit 1974 hat er seine Habilitation im Bereich „Deutsche Sprache und ältere deutsche Literatur“. Von 1976 bis 1977 vertrat er den Lehrstuhl für Deutsche Sprachwissenschaft an der Universität Würzburg. Von 1977 bis 2008 war er Inhaber dieses Lehrstuhls. Seit 1. April 2008 ist er emeritiert. Norbert R. Wolf erhielt mehrere Ehrendoktortitel, so beispielsweise von der schwedischen Universität Umeå und der finnischen Universität Jyväskylä. 2002 wurde er korrespondierendes Mitglied der Österreichischen Akademie der Wissenschaften.
Seit 1968 ist Wolf verheiratet. Er hat zwei Kinder.

## Monographien
- Die weltlichen Lieder des Mönchs von Salzburg. Dissertation, 1966.
- Regionale und überregionale Norm im späten Mittelalter. Graphematische und lexikalische Untersuchungen zu deutschen und niederländischen Schriftdialekten (= Innsbrucker Beiträge zur Kulturwissenschaft. Germanistische Reihe. Band 3). Institut für Deutsche Philologie der Universität, Innsbruck 1975, ISBN 3-85124-056-1 (Habilitationsschrift).
- Geschichte der deutschen Sprache. Band 1: Althochdeutsch – Mittelhochdeutsch. Quelle und Meyer, Heidelberg 1981, ISBN 3-494-02133-3.
- Probleme einer Valenzgrammatik des Deutschen (= Mitteilungen aus dem Institut für Sprachwissenschaft der Universität Innsbruck. Report 3). Innsbruck 1982 (online).
- als Hrsg.: Wissensorganisierende und wissensvermittelnde Literatur im Mittelalter. Perspektiven ihrer Erforschung. Kolloquium 5.–7. Dezember 1985. Wiesbaden 1987 (= Wissensliteratur im Mittelalter. Schriften des Sonderforschungsbereichs 226 Würzburg/Eichstätt. Band 1).
- als Hrsg. mit Rudolf Bentzinger: Arbeiten zum Frühneuhochdeutschen. G. Kettmann zum 65. Geburtstag (= Würzburger Beiträge zur deutschen Philologie. Band 11). Würzburg 1993.
- mit Monika Fritz-Scheuplein, Almut König und Sabine Krämer-Neubert: Wörterbuch von Unterfranken. Eine lexikographische Bestandsaufnahme. Königshausen und Neumann, Würzburg 1996, ISBN 3-8260-1335-2.
- mit Bettina Brendel, Regina Frisch und Stephan Moser: Wort- und Begriffsbildung in frühneuhochdeutscher Wissensliteratur. Substantivische Affixbildung (= Wissensliteratur im Mittelalter. Band 26). Reichert, Wiesbaden 1997, ISBN 3-89500-005-1.
- als Hrsg. mit Jens Haustein und Eckhard Meineke: Septuaginta quinque. Festschrift für Heinz Mettke (= Jenaer germanistische Forschungen. Neue Folge, Band 5). Heidelberg 1999.